# Nazli Sabri

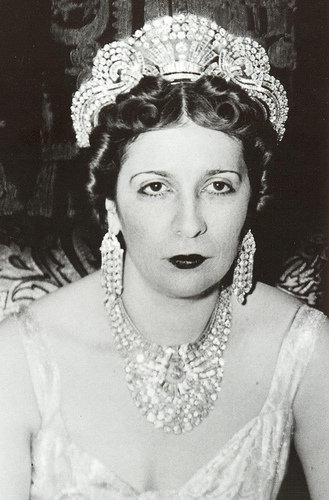
Nazli Sabri während der Krönungsfeierlichkeiten (1922)

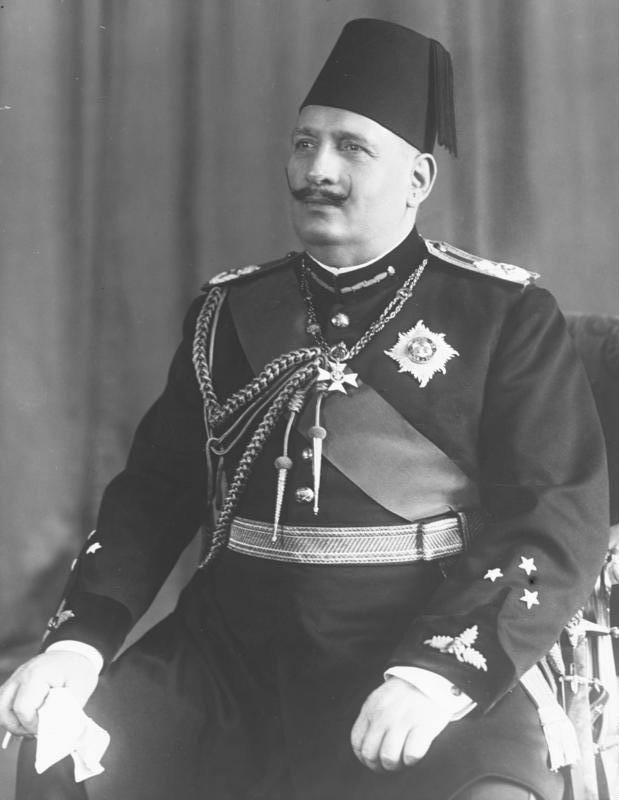
König Fu'ād (1931)

Nazli Sabri (arabisch نازلي صبري, DMG Nāzlī Ṣabrī; geb. 25. Juni 1894 in Alexandria; † 29. Mai 1978 in Los Angeles) war die zweite Ehefrau des ägyptischen Königs Fu'ād und von 1922 bis 1936 die erste Königin des Königreichs Ägypten.

## Leben

### Familie und frühe Jahre
Nazli Sabri entstammte einer Familie der ägyptischen Oberschicht. Ihre Mutter war Taufiqa Chanum Scharif, ihr Vater der ägyptische Landwirtschaftsminister und Gouverneur von Kairo, Abd ar-Rahim Sabri Pascha. Sie hatte einen Bruder, Scharif, und eine Schwester, Amina. Mütterlicherseits war sie eine Enkelin des ägyptischen Premierministers Muhammad Scharif Pascha, der türkischer Abkunft war. Auch war sie eine Urenkelin des ägyptischen Offiziers und gebürtigen Franzosen Soliman Pascha.
Nazli Sabri besuchte zunächst das Lycée de la Mère-de-Dieu in Kairo und anschließend das Kolleg Notre-Dame de Sion in Alexandria. Nach dem Tod ihrer Mutter wurden sie und ihre Schwester für zwei Jahre auf ein Internat in Paris geschickt. Nach ihrer Rückkehr wurde sie gezwungen, ihren türkischen Cousin Halil Sabri zu heiraten. Die Ehe wurde nach elf Monaten geschieden. Nach der Trennung lebte sie im Haus von Safiyya Zaghlul, einer Aktivistin der nationalistischen Wafd-Partei, wo sie deren Neffen Sayyid kennenlernte. Die Beziehung zu ihm endete, als Sayyid seinem Onkel Saad Zaghlul, dem Führer der Wafd-Partei, nach der Revolution in Ägypten 1919 ins Exil folgte.

### Jahre als Königin
Am 12. Mai 1919 hielt Fu'ād, damals noch Sultan von Ägypten, um die Hand der 25 Jahre jüngeren Nazli Sabri an. Am 24. Mai heirateten sie im Bustan-Palast in Kairo. Auch diese Heirat war mutmaßlich erzwungen: Es heißt, Sabris Vater habe sich dem Druck des Sultans beugen müssen. Für beide Eheleute war es die zweite Ehe. Bis zur Geburt ihres Sohnes Faruq im Jahr darauf musste Nazli Sabri im abgeschirmten Frauenflügel des ʿAbbāsīya-Palastes leben. Erst danach wurde ihr zugestanden, in die offizielle Residenz, den Koubbeh-Palast, zu ziehen. Auf den Sohn Faruq folgten vier Töchter: Fausia, Faisa, Faika und Fathia.
Nach der Unabhängigkeit Ägyptens von Großbritannien im Jahre 1922 wurde Fu'ād König von Ägypten und Nazli Sabri somit Königin. Während der Regierungszeit von Fu'ād durfte Königin Nazli sich in der Regel nur im Palast aufhalten, außer zu Besuchen von Opernaufführungen oder kulturellen Veranstaltungen für Frauen. Als gebildete Frau, die in Europa gelebt hatte, war ihr dieses eingeschränkte Leben besonders unerträglich. Ihr Mann soll sie bei Auseinandersetzungen geschlagen und wochenlang in ihrer Suite eingesperrt haben. Einmal soll sie einen Selbstmordversuch begangen haben.
1927 begleitete Nazli ihren Ehemann auf einer viermonatigen Reise durch Europa und wurde besonders in Frankreich wegen ihrer französischen Herkunft gefeiert. So kündigten etwa die Einwohner von Lyon, dem Geburtsort ihres französischen Vorfahren an, ihr wegen der besonderen Beziehung zu der Stadt ein Geschenk in Form eines Familienstammbuchs zu machen.
1936 starb Fu'ād, ihr 16-jähriger Sohn Faruq wurde König, und sie erhielt den Titel „Königinmutter“. Ihr Bruder Scharif wurde Mitglied eines dreiköpfigen Regierungsrates. Ihre Tochter Fausia heiratete 1939 den späteren Schah von Persien, Mohammad Reza Pahlavi. Nach dem Tod ihres Mannes soll Nazli Sabri eine Beziehung zu Ahmad Hasanain, einem Berater ihres Sohnes, gehabt und diesen auch heimlich geheiratet haben; 1946 wurde er von einem Lastwagen der britischen Armee überfahren und starb. Im selben Jahr reiste Nazli mit ihren beiden jüngsten Töchtern in die USA, um sich vermeintlich einer Operation zu unterziehen; sie kehrte nie nach Ägypten zurück.

### Späte Jahre in den USA
Im August 1950 entzog König Faruq seiner Mutter und seiner jüngsten Schwester Fathia alle ihre Titel und Rechte und beschlagnahmte deren Vermögen in Ägypten, da Fathia im Jahr zuvor mit Zustimmung ihrer Mutter und gegen den Willen von Faruq den koptischen Diplomaten Riyad Ghali geheiratet hatte. Nazli Sabri selbst konvertierte zum Christentum und änderte ihren Namen in Mary Elizabeth. 1955 erwarb sie für 63.000 Dollar eine Villa mit 28 Zimmern in Beverly Hills. Dort lebte sie mit ihrer Tochter Fathia, ihrem Schwiegersohn und deren drei Kindern und führte ein aktives gesellschaftliches Leben. 1965 wohnte sie der Beerdigung ihres Sohnes Faruq, der 1952 als König abgesetzt worden war, in Rom bei.
Rayid Ghali verlor sein gesamtes Vermögen und das von Ehefrau und Schwiegermutter durch Börsenspekulationen. 1973 wurden er und seine Frau geschieden. Nach der Scheidung musste die Villa verkauft werden, und Nazli Sabri bezog mit ihrer Tochter eine kleinere Wohnung in Westwood bei Los Angeles. Wegen wachsender Schulden ließ sie 1975 ihre kostbarsten Juwelen bei Sotheby’s versteigern, darunter ihre Art-Deco-Krönungstiara mit 720 Diamanten und ein passendes Halsband aus dem Jahre 1938 von Van Cleef & Arpels, das sie sich für die Hochzeit ihrer Tochter mit dem Schah hatte anfertigen lassen. Sie erzielten eine Gesamtsumme von rund 270.000 Dollar, die aber die Schulden nicht deckten, weshalb später weitere Juwelen verkauft werden mussten.
1976 wandte sich Nazli Sabri an den ägyptischen Präsidenten Anwar as-Sadat mit der Bitte, ihr und ihrer Tochter Fathia ägyptische Pässe auszustellen, damit sie nach Ägypten zurückkehren könnten. Kurz vor ihrer Abreise erschoss Riyad Ghali in trunkenem Zustand seine Ex-Frau und versuchte erfolglos, Suizid zu begehen. Er soll am 12. Juli 1987 in einem Gefängnis in den USA an Krebs gestorben sein.
Nazli Sabri starb 1978 im Alter von 83 Jahren in Los Angeles. Ihr Grab findet sich auf dem Holy Cross Cemetery in Los Angeles.

## Rezeption
2007 wurde Königin Nazli von der ägyptischen Schauspielerin Wafaa Amer in dem Drama al-Malik Faruq (König Faruq) dargestellt. 2008 veröffentlichte die Autorin Rawia Rashed ein Buch über sie mit dem Titel Nazli, Malika Fi El Manfa (Nazli, eine Königin im Exil). Auf der Basis dieses Buches wurde 2010 eine Fernsehserie produziert, mit Nadia al-Gindi in der Titelrolle.